# 黃貴權
黃貴權，SBS（1932年—），祖籍廣東潮陽，香港退休醫生、攝影師及收藏家。本職是內科醫生，業餘從事攝影創作，早年參加國際沙龍，九次名列世界十傑，擅長多重曝光技術及使用反射鏡（香港人俗稱為「波波鏡」）。同時以「靜觀樓」為書齋名稱收藏20世紀中國藝術。

## 生平
黃貴權出生於香港，1959年於香港大學醫學院畢業。1960年於香港政府公立醫院擔任內科專科醫生，曾往英國深造。1966年回港後，於伊利沙伯醫院擔任血液病專科醫生。1971年起自行執業，至2006年退休。
1966年，黃貴權跟隨攝影大師鄧雪峰學習攝影。首部相機是Rolleiflex 2.8F，1970年代起，參加國際沙龍黑白及彩色畫意照片組，先後9次入選世界十傑，當中三次獲得世界第一，四次名列三甲。1980年，獲美國攝影學會彩色照片組五星級展覽者榮譽，1981年獲得黑白照片組五星級展覽者榮譽。1980年代，與國畫大師朱屺瞻共同研究藝術。曾任沙龍影友協會名譽會長、香港攝影學會會長、香港藝術館及香港文化博物館名譽顧問等職。1980年獲美國攝影學會的APSA會士銜，當時香港只有數人獲得此銜；至2019年獲最高榮譽的Hon.FPSA會士銜。
2010年獲香港特區政府頒授銅紫荊星章，2022年獲頒銀紫荊星章。

## 風格
黃貴權早期的作品，以寫實的社會生活為題材；1980年代中跟隨國畫家朱屺瞻學習後，其作品主要以畫意的大自然為拍攝題材，曾多次到中國内地如張家界、外蒙古等地區攝影。他至今仍然喜歡使用菲林相機，包括6×6吋底片的 Rolleiflex及哈蘇（Hasselblad），近年則常用佳能 Canon EOS-1V 35mm 菲林相機。

## 攝影展
- 2000年  《三人行》攝影聯展：簡慶福、連登良，於北京、重慶、南京、上海、廣州等城市巡迴展出
- 2001年2月 《四騎士》攝影聯展：簡慶福、連登良、張寶璣，於加拿大溫哥華、愛明頓、卡加利、多倫多等城市巡迴展出
- 2002年7月 《夕陽頌》攝影作品聯展：簡慶福、連登良，於上海、廣州等城市展出
- 2005年6月《象幻情真》黄贵权摄影作品展览，於中国美术馆[14]
- 2008年6月14日-6月23日 《暗香疏影》，於香港中央圖書館[15]
- 2009年3月10日-3月19日 《香港印象Impression：Hong Kong》 黃貴權+周潤發攝影作品展，於香港中央圖書館
- 2009年3月29日-10月26日 《光影神韻》 攝影大師陳復禮、簡慶福、黃貴權，於香港文化博物館[6]
- 2010年4月 《綠塘搖灧》 — 黃貴權攝影展[16]
- 2015年1月9日-2月1日 《黃貴權的影像世界──我的60-70年代香港》 ，於香港銅鑼灣時代廣場 Living Room Museum [17][18]
- 2017年8月《心清色秀——黃貴權攝影展》[3]

## 個人攝影集
- 《詩影澄懷》，2002年
- 《象幻情真》，2005年[14]
- 《現代畫意攝影——黃貴權攝影技法》，2006年 ISBN 9787800079825

## 靜觀樓
黃貴權又愛好收藏，建立私人收藏室「靜觀樓」，藏品以20世紀中國書畫為主，當中以朱屺瞻、謝稚柳、陳佩秋不同時期的畫作最為齊全，還有清代至近現代的扇面成扇、書法楹聯、袖珍冊頁，宜興紫砂壺刻連拓本等。2021年11月黃貴權捐贈1,108組藏品予香港藝術館，藏於該館新設的「靜觀樓藏品廳」。